# Cycloschizon brachylaenae
Cycloschizon brachylaenae är en svampart som först beskrevs av Rehm, och fick sitt nu gällande namn av Henn. 1902. Cycloschizon brachylaenae ingår i släktet Cycloschizon och familjen Parmulariaceae.   Inga underarter finns listade i Catalogue of Life.